# Bão Damrey (2017)
Damrey (được biết đến ở Philippines với tên gọi bão Ramil, ở Việt Nam được định danh là bão số 12 năm 2017) là một cơn bão nhiệt đới, trong mùa bão ở Thái Bình Dương năm 2017. Cơn bão này cùng tên Damrey với cơn bão số 7 năm 2005 từng đổ bộ và tàn phá đê biển Thái Bình, Nam Định, Ninh Bình và Thanh Hóa.
Lần thứ hai trong năm 2017, Trung tâm Dự báo Khí tượng Thủy văn Trung ương đưa ra cảnh báo đạt ở mức cấp độ rủi ro thiên tai bậc cấp 4 (ở mức cảnh báo màu đỏ): Tức là mức rủi ro rất lớn, gần sát với mức nguy hiểm cao nhất ở các tỉnh Phú Yên - Khánh Hòa - Ninh Thuận, so với cơn bão số 10 - Doksuri cách đây khoảng 2 tháng trước (từ ngày 13-16/9) khi mà đổ bộ ở Bắc và Trung Trung Bộ. 
Hình thái thời tiết 1 bão - 1 áp thấp nhiệt đới cùng tồn tại ở Nam Biển Đông là lần đầu tiên từ tháng 12/1998, cách đây khoảng 19 năm (từ bão số 7 - Gil ở ven biển Cà Mau và bão số 8 - Faith ở khu vực Giữa - Nam Biển Đông, bao gồm QĐ. Trường Sa).
6h30 phút sáng 4/11 bão số 12 đã đổ bộ vào thị xã Ninh Hòa, tỉnh Khánh Hoà và gây thiệt hại nghiêm trọng cho khu vực Nam Trung Bộ.

## Lịch sử khí tượng
Vào lúc 7 giờ sáng, ngày 2 tháng 11 năm 2017, áp thấp nhiệt đới ngoài Biển Đông mạnh lên thành bão, vị trí tâm bão ở vào khoảng 12,5 độ vĩ bắc; 117,5 độ kinh đông, cách đảo Song Tử Tây khoảng 380 km về phía Đông Đông Bắc. Sức gió mạnh nhất ở vùng gần tâm bão mạnh cấp 8 (60 – 75 km/giờ), giật cấp 10.
Đến 11 giờ ngày 2 tháng 11, hàng nghìn tàu thuyền của ngư dân các tỉnh Nam Trung Bộ đang hoạt động trên biển đã tìm nơi trú ẩn an toàn. Thời tiết không còn mưa, nước rút dần người dân các huyện Đồng Xuân, Tuy An (thuộc tỉnh Phú Yên), Vạn Ninh và thị xã Ninh Hòa (thuộc tỉnh Khánh Hòa) đang khẩn trương phòng chống bão và ngập.
Bão Damrey tiếp tục di chuyển theo hướng tây và tăng một cấp. Lúc 10 giờ ngày 3 tháng 11, tâm bão cách bờ biển Khánh Hòa - Ninh Thuận khoảng 400 km về phía đông, gió mạnh nhất 135 km/h (cấp 12), giật cấp 15.
Từ chiều ngày 3 tháng 11, vùng biển từ Quảng Ngãi đến Bình Thuận (bao gồm đảo Lý Sơn, Phú Quý) gió mạnh dần lên cấp 6-7, đến đêm gió mạnh cấp 8-9.
Vào lúc 21 giờ ngày 3 tháng 11, vị trí tâm bão cách bờ biển Phú Yên - Khánh Hoà - Ninh Thuận khoảng 220 km về phía đông. Sức gió mạnh nhất ở vùng gần tâm bão mạnh cấp 12 (115–135 km/h), giật cấp 15. Cấp độ rủi ro thiên tai của bão đã được tăng lên cấp 4.
| Báo cáo cơ quan khí tượng                        | Ước tính sức gió khi đổ bộ                  | Nguồn |
| ------------------------------------------------ | ------------------------------------------- | ----- |
| Dữ liệu tối ưu JMA                               | 130 km/h (cấp 12)                           | [ 5 ] |
| Dữ liệu tối ưu JTWC                              | 157 km/h - 167 km/h (bão cấp 2 thang SSHWS) | [ 6 ] |
| Dữ liệu tối ưu NMC                               | 137 km/h - 151 km/h (cấp 13-14)             | [ 7 ] |
| Bản tin dự báo NCHMF (lúc 09:00 ngày 4 tháng 11) | 89 km/h - 117 km/h (cấp 10-11)              | [ 8 ] |
| Đặc điểm KTTV năm 2017                           | 75 km/h - 88 km/h (cấp 9)                   | [ 9 ] |

Trong bản tin sáng ngày 4 tháng 11 của Trung tâm Dự báo Khí tượng thủy văn Quốc gia, vào lúc 6 giờ sáng ngày 4 tháng 11 bão số 12 đã đổ bộ vào các tỉnh Phú Yên và Khánh Hòa với sức gió giật cấp 11-13, thời điểm 7 giờ sáng sức gió mạnh nhất vùng gần tâm bão mạnh cấp 10-11 giật cấp 13. Theo nội dung cuốn Đặc điểm Khí tượng Thuỷ văn năm 2017, bão đổ bộ vào đất liền với sức gió cấp 9, tại Ninh Hoà và thành phố Khánh Hòa quan trắc được gió mạnh cấp 9 giật cấp 12 và các tỉnh Bình Định, Phú Yên, Lâm Đồng ghi nhận gió giật mạnh cấp 10-11. Áp suất khí quyến thấp nhất ghi nhận tại trạm khí tượng Nha Trang là 982,1 hPa (mb).
| Tỉnh      | Địa điểm hoặc tên trạm quan trắc | Gió mạnh (gió duy trì) | Gió giật          |
| --------- | -------------------------------- | ---------------------- | ----------------- |
| Bình Định | An Nhơn                          | 83 km/h (cấp 9)        | 101 km/h (cấp 10) |
| Phú Yên   | Tuy Hòa                          | 72 km/h (cấp 8)        | 108 km/h (cấp 11) |
| Khánh Hòa | Ninh Hòa                         | 79 km/h (cấp 9)        | 122 km/h (cấp 12) |
| Khánh Hòa | Nha Trang                        | 76 km/h (cấp 9)        | 119 km/h (cấp 12) |
| Gia Lai   | An Khê                           | 72 km/h (cấp 8)        | 79 km/h (cấp 9)   |
| Đắk Lắk   | M'Drắk                           | 86 km/h (cấp 9)        | 90 km/h (cấp 10)  |

Theo ông Lê Thanh Hải, Phó Tổng giám đốc Trung tâm Dự báo Khí tượng Thuỷ văn Quốc gia trong cuộc phỏng vấn với báo VietNamNet cho biết, cấp gió tại các nơi không có điểm đo (trạm đo) như Đèo Cả, vịnh Vân Phong có thể mạnh hơn. Sau đó, bão suy yếu thành áp thấp nhiệt đới khi đến đất liền Campuchia. Đến trưa 5 tháng 11, tâm áp thấp nhiệt đới ở khu vực miền Nam Campuchia, gió giảm xuống dưới 40 km/h.

## Ảnh hưởng

### Philipines
Vào ngày 31 tháng 10, PAGASA đã đưa ra một tín hiệu cảnh báo bão nhiệt đới số 1, thấp nhất là năm, đến một vài tỉnh, phần lớn là ở Tây Visayas (vùng VI) và đảo Palawan. PAGASA cũng cảnh báo những cư dân mạo hiểm về du lịch biển trên các khu vực được cảnh báo tín hiệu, bao gồm cả biển phía bắc và phía đông của Luzon . Một số chuyến bay nội địa bị hủy bỏ và các chuyến đi đến và đi từ Cảng Batangas đã bị hủy trong ngày 1 tháng 11. Lượng mưa ước tính quanh bán kính 200 km của hệ thống được phân loại từ trung bình đến đôi khi nặng.
Các quốc gia Giảm nhẹ rủi ro thiên tai và Hội đồng Quản trị (NDRRMC) cho biết 305 người đã được sơ tán ở các tỉnh Camarines Norte, Camarines Sur và ở Mindoro, trong khi một số 1.938 người đã bị mắc kẹt tại các cảng trên ở Palawan và Batangas. Tám chuyến bay nội địa đã bị hủy bỏ trong ngày 2 tháng 11 trong khi PAGASA tạm dừng công việc và các lớp học ngày hôm đó.

### Việt Nam

Bão Damrey khi đổ bộ gây sức gió giật mạnh cấp 11-13 tại một số trạm quan trắc, ảnh vệ tinh lúc 7 giờ (giờ Việt Nam) ngày 4 tháng 11 năm 2017

#### Bình Định
Bão khiến nhiều tàu bị chìm tại Bình Định.

#### Phú Yên
Chủ tịch UBND Thành phố Tuy Hòa cho biết gió giật mạnh cấp 10-12 tại Phú Yên. Nhiều cây xanh bị đổ, nhiều ngôi nhà bị tốc mái, hư hại. Toàn tỉnh Phú Yên mất điện lúc 2 giờ sáng. Sóng biển được cho là cao gần 5m. Gần 10.000 lồng nuôi tôm hùm bị mất trắng. 

#### Khánh Hòa
Lúc 6h sáng, bão đổ bộ vào Khánh Hòa với sức gió giật mạnh cấp 12-13 đã được ghi nhận. Gió mạnh và mưa lớn khiến hàng loạt cây cối bật gốc, ngã đổ. Tuyến đường ở TP Nha Trang ngập sâu trong nước sau bão.

#### Thừa Thiên Huế
Tuy nằm xa tâm bão nhưng mưa lớn khiến Thừa Thiên Huế cũng bị ảnh hưởng do bão. Vào trưa 5 tháng 11, ông Nguyễn Văn Dũng-Chủ tịch UBND xã Phong An cho biết, trên địa bàn xã có người mất tích do mưa lũ. Nước sông Ô Lâu đang dâng cao, các tuyến đường đã bị ngập trong nước. Hai thôn Thuận Hòa, Hòa Đức của xã bị ngập nặng và một vài nhà dân bị ngập đến nửa mét.

#### Quảng Nam
Trên sân Tam Kỳ, trận đấu giữa Quảng Nam - Quảng Ninh ở vòng 24 V-League dự kiến diễn ra chiều ngày 4 tháng 11 được dời sang ngày 5 tháng 11. Tuy nhiên, do ảnh hưởng của mưa lớn sau bão nên trận đấu tiếp tục bị hoãn sang ngày 10 tháng 11.

#### Ninh Thuận
Vào lúc 5 giờ chiều, ngày 3 tháng 11 năm 2017, theo báo cáo của UBND tỉnh Ninh Thuận, một tàu cá mang số hiệu NT – 91269 hoạt động khu vực DK1 bị mất liên lạc.

## Thống kê thiệt hại

### Philipines
14 vụ lở đất đã được ghi nhận tại một thị trấn ở tỉnh Camarines Sur, giết chết một người. Ba sinh viên cũng đã chết tại Busuanga, Palawan sau khi bị đuối dưới dòng sông. Một con đường và bốn cây cầu cũng bị ảnh hưởng và không thể đi qua được ở Thung lũng Cagayan. Vào ngày 4 tháng 11, tổng số tử vong tăng lên 8. Mưa lớn gây ra bởi cơn bão dẫn đến ngập lụt sâu 2,5 ft, gây thiệt hại cho cây trồng nông nghiệp. Các thiệt hại về nông nghiệp đã lên tới 1,03 triệu Php (20,1 nghìn đô la Mỹ) so với thành phố Aurora Quezon vào ngày 4 tháng 11.

### Việt Nam
Thống kê công bố vào 25 tháng 8 năm 2019, 107 người đã thiệt mạng tại Việt Nam do bão, với 342 người khác bị thương và 16 người mất tích. Thiệt hại kinh tế khoảng 22,68 nghìn tỷ đồng (998 triệu USD).  Lũ lụt lan rộng đã được báo cáo, với hơn 116.000 ngôi nhà đã bị phá hủy hoặc hư hỏng. UNICEF ước tính ít nhất bốn triệu người đã bị ảnh hưởng trực tiếp bởi cơn bão và cần được hỗ trợ. Khu nghỉ mát bãi biển Nha Trang là một trong những khu vực bị thiệt hại nặng nề nhất, 30.000 người dân và khách du lịch phải sơ tán khỏi khu vực.

## Viện trợ từ quốc tế
Tổng thống Nga Putin ra quyết định giúp Việt Nam số tiền 5 triệu USD. Máy bay viện trợ IL-76 của Nga đã cất cánh từ sân bay Ramenskoye đi Cam Ranh với 40 tấn hàng viện trợ nhân đạo.
Chính phủ Hàn Quốc đã viện trợ nhân đạo 1 triệu USD cho Việt Nam để khắc phục thiệt hại do cơn bão số 12 (bão Damrey) và bày tỏ sự cảm thông với người dân Việt Nam vùng bị ảnh hưởng bão.
Chính phủ Nhật Bản thông qua Cơ quan Hợp tác Quốc tế Nhật Bản (JICA) đã viện trợ 105 thiết bị lọc nước mới giúp người dân có nước sinh hoạt.
Đại sứ Mỹ tại Việt Nam Daniel J. Kritenbrink đã công bố khoản viện trợ trị giá hơn 1 triệu USD cho hoạt động cứu trợ khẩn cấp và hỗ trợ giảm nhẹ rủi ro thiên tai dài hạn để khắc phục hậu quả bão số 12 và các đợt thiên tai khác.
Australia viện trợ 400.000 AUD (đô la Úc) và giúp khoảng 8.000 người dân sửa chữa nhà cửa, khôi phục sinh kế để đảm bảo thu nhập gia đình sau bão lũ.
New Zealand hỗ trợ 500.000 USD để giúp đỡ Việt Nam khắc phục hậu quả của cơn bão Damrey 